# AMC-16
AMC-16 (ehemals GE-16) war ein kommerzieller Kommunikationssatellit des niederländischen Satellitenbetreibers SES World Skies. Seine gesamte Kapazität war bis zum Ende seiner Betriebszeit an EchoStar vermietet.

## Geschichte
Der Start erfolgte am 17. Dezember 2004 auf einer Atlas-V-Trägerrakete von der Cape Canaveral Air Force Station in einen geostationären Transferorbit. AMC-16 wurde bei seiner geostationären Position auf 85° West in Betrieb genommen.
Von dort konnte er in ganz Nordamerika empfangen werden. Inzwischen ist er außer Betrieb.

## Technische Daten
Lockheed Martin baute AMC-16 auf Basis ihres Satellitenbusses der A2100-Serie ursprünglich als Reservesatelliten für AMC-15. Der Satellit war mit 24 Ku- und 12 Ka-Band-Transpondern ausgerüstet. Er war dreiachsenstabilisiert und wog beim Start ca. 4 Tonnen. Außerdem wurde er durch zwei große Solarmodule und Batterien mit Strom versorgt und besaß eine geplante Lebensdauer von 15 Jahren, welche er auch erreichte.